# مارك كروسلي
مارك كروسلي (بالإنجليزية: Mark Crossley) (16 يونيو 1969 ببارنسلي في المملكة المتحدة - ) هو لاعب كرة قدم بريطاني في مركز حراسة المرمى. شارك مع منتخب إنجلترا تحت 21 سنة لكرة القدم ومنتخب ويلز لكرة القدم. أما مع النوادي، فقد لعب مع أولدهام أثلتيك وستوك سيتي وشيفيلد وينزداي ومانشستر يونايتد ونادي فولهام ونادي ميدلزبره ونادي ميلوول ونوتينغهام فورست ونادي تشيسترفيلد.

## وصلات خارجية
- مارك كروسلي على موقع قاعدة بيانات كرة القدم.إي يو (الإنجليزية)
- مارك كروسلي على موقع ناشيونال فوتبول تيمز (الإنجليزية)
- مارك كروسلي على موقع Soccerbase.com (لاعب) (الإنجليزية)
- مارك كروسلي على موقع Soccerway.com (الإنجليزية)
- مارك كروسلي على موقع عالم كرة القدم.نت (الإنجليزية)